# Hôtel Ashton
Pour les articles homonymes, voir Ashton.
L'hôtel Ashton (en anglais : The Ashton Hotel) est un hôtel américain situé à Fort Worth, au Texas. Ouvert en 1915, il occupe le Fort Worth Club Building, un bâtiment inscrit au Registre national des lieux historiques depuis le 12 février 1998. Il est membre des Historic Hotels of America et des Historic Hotels Worldwide depuis 2008.